# 李惠宗
李惠宗（越南语：／；1194年7月—1226年9月3日），諱李旵（越南语：／），一作李昊旵（越南语：／），是越南李朝的第八任皇帝。他是高宗之子，1211年至1224年在位。

## 生平
惠宗有重疾，時有癲狂，常狂飲臥床終日，政事最初委任太尉譚以蒙，但譚以蒙不學無術，又無治才，因而政權逐漸轉移到外戚陳氏手上。以陳承為輔國太尉，皇后陳氏堂弟陳守度為殿前指揮使，朝中大小政事由陳守度裁決。惠宗久病無子，皇后僅生二女：長女順天公主嫁陳承之長子陳柳為妻，幼女昭聖公主名李佛金（又名李天馨），僅七歲，惠宗非常喜愛，立為皇太女。
1224年惠宗讓位皇太女，随后昭聖公主即位，改元天彰有道，是為李昭皇。年幼無知的新皇帝任陳守度為輔國太尉，陳守度讓其八歲从侄陳煚和昭皇成婚。不久，陳守度逼迫李昭皇讓位於丈夫陳煚，降昭皇為昭聖皇后，改元建中。
1226年李惠宗被陳守度弒於真教禪寺，不久李氏宗族又被全部活埋，李朝宗室幾乎滅絕。當李朝宗室均被其害死後，又欲讓天下不再懷念李朝，藉口避陳太宗祖父陳李諱，强令天下李姓者改為阮姓，還把李朝改成阮朝。

## 外部連結
- （越南文）（中文）.   [2008-06-02]. （原始内容存档于2016-03-08）.
- （中文）.   [2008-06-02]. （原始内容存档于2008-06-02）.

| 惠宗皇帝李旵                     |                            |                                  |
| 前任： 李高宗                    | 大越帝國皇帝 1211年—1224年 | 繼任： 李昭皇                    |
| 前任： 李高宗                    | 越南李朝君主 1211年—1224年 | 繼任： 李昭皇                    |
| 空缺上一位持有相同頭銜者：李恭皇 | 越南太上皇 1224年—1226年   | 空缺下一位持有相同頭銜者：陳太祖 |